# Triângulo retângulo especial

Posição de alguns triângulos especiais em um diagrama de Euler do tipo de triângulos, usando a definição de que triângulos isósceles tem no mínimo dois lados iguais, i.é, triângulos equilaterais são isósceles.

Um triângulo retângulo especial é um triângulo retângulo com alguma característica regular que facilita cálculos sobre um triângulo, ou para o qual existem fórmulas simples. Por exemplo, um triângulo retângulo pode ter ângulos formando relações características, como 45°–45°–90°. Este é denominado um triângulo retângulo "baseado em ângulo". Um triângulo retângulo "baseado em lado" tem lados com comprimentos formando relações de números inteiros, como 3 : 4 : 5, ou de outros números especiais, como a proporção áurea. Conhecendo as relações dos ângulos ou dos lados destes triângulos retângulos especiais é possível calcular rapidamente vários comprimentos em problemas geométricos sem a necessidade de recorrer a métodos mais avançados.

## Baseado em ângulo

Triângulos baseados em ângulos inscritos em um círculo unitário são de fácil visualização e lembram funções trigonométricas de múltiplos de 30 e 45 graus.

Triângulos retângulos especiais baseados em ângulo são especificados pelas relações dos ângulos que compões o triângulo. Os ângulos deste triângulos são tais que o maior ângulo, que tem 90 graus ou {\displaystyle \scriptstyle {\pi }}/2 radianos, é igual à soma dos outros dois ângulos.
Os comprimentos dos lados são geralmente deduzidos com base no círculo unitário ou outros métodos geométricos. Esta abordagem pode ser usada para reproduzir rapidamente os valores das funções trigonométricas para os ângulos de 30°, 45° e 60°.
Triângulos especiais são usados para auxiliar no cálculo de funções trigonométricas comuns, como a seguir:
| graus | radianos                          | grados                               | voltas                          | sen                                                           | cos                                                           | tan                                    | cotan                                  |
| ----- | --------------------------------- | ------------------------------------ | ------------------------------- | ------------------------------------------------------------- | ------------------------------------------------------------- | -------------------------------------- | -------------------------------------- |
| 0°    | {\displaystyle 0}                 | {\displaystyle 0^{g}}                | {\displaystyle 0}               | {\displaystyle {\frac {\sqrt {0}}{2}}=0}                      | {\displaystyle {\frac {\sqrt {4}}{2}}=1}                      | {\displaystyle 0}                      | indefinido                             |
| 30°   | {\displaystyle {\frac {\pi }{6}}} | {\displaystyle 33{\frac {1}{3}}^{g}} | {\displaystyle {\frac {1}{12}}} | {\displaystyle {\frac {\sqrt {1}}{2}}={\frac {1}{2}}}         | {\displaystyle {\frac {\sqrt {3}}{2}}}                        | {\displaystyle {\frac {1}{\sqrt {3}}}} | {\displaystyle {\sqrt {3}}}            |
| 45°   | {\displaystyle {\frac {\pi }{4}}} | {\displaystyle 50^{g}}               | {\displaystyle {\frac {1}{8}}}  | {\displaystyle {\frac {\sqrt {2}}{2}}={\frac {1}{\sqrt {2}}}} | {\displaystyle {\frac {\sqrt {2}}{2}}={\frac {1}{\sqrt {2}}}} | {\displaystyle 1}                      | {\displaystyle 1}                      |
| 60°   | {\displaystyle {\frac {\pi }{3}}} | {\displaystyle 66{\frac {2}{3}}^{g}} | {\displaystyle {\frac {1}{6}}}  | {\displaystyle {\frac {\sqrt {3}}{2}}}                        | {\displaystyle {\frac {\sqrt {1}}{2}}={\frac {1}{2}}}         | {\displaystyle {\sqrt {3}}}            | {\displaystyle {\frac {1}{\sqrt {3}}}} |
| 90°   | {\displaystyle {\frac {\pi }{2}}} | {\displaystyle 100^{g}}              | {\displaystyle {\frac {1}{4}}}  | {\displaystyle {\frac {\sqrt {4}}{2}}=1}                      | {\displaystyle {\frac {\sqrt {0}}{2}}=0}                      | indefinido                             | {\displaystyle 0}                      |

Os triângulos 45°–45°–90°, 30°–60°–90° e 60°–60°–60° são três exemplos de triângulos de Schwarz no plano, significando que os mesmos tesselam o plano por reflexão em seus lados; ver grupo triangular.

### Triângulo 45°–45°–90°

Comprimentos dos lados de um triângulo 45°–45°–90°

Em geometria plana, a construção da diagonal de um quadrado resulta em um triângulo cujos três ângulos tem a razão 1 : 1 : 2, formando no total 180° ou {\displaystyle \scriptstyle {\pi }} radianos. Assim, os ângulos tem respectivamente 45° (⁠{\displaystyle \scriptstyle {\pi }}/4⁠), 45° (⁠{\displaystyle \scriptstyle {\pi }}/4⁠) e 90° (⁠{\displaystyle \scriptstyle {\pi }}/2⁠). Os lados deste triângulo estão na razão 1 : 1 : √2, que segue imediatamente do teorema de Pitágoras.
Triângulos com estes ângulos são os únicos triângulos retângulos possíveis que são também triângulos isósceles em geometria euclidiana. Contudo, em geometria esférica e geometria hiperbólica existem triângulos isósceles com infinitas combinações de ângulos.

### Triângulo 30°–60°–90°

Comprimentos dos lados de um triângulo 30°–60°–90°

Este é um triângulo com ângulos na razão 1 : 2 : 3 e medidas respectivas 30°, 60° e 90°. Os lados estão na razão 1 : √3 : 2.
A prova deste fato 'e clara usando trigonometria. A prova geométrica é:
Desenhe um triângulo equilátero ABC com lados de comprimento 2 e com o ponto D no ponto médio do segmento BC.  Desenhe uma linha vertical de A a D.  Então ABD é um triângulo 30°–60°–90° com hipotenusa de comprimento 2 e base BD de comprimento 1.
O fato de que o lado restante AD tem comprimento √3 segue imediatamente do teorema de Pitágoras.
O triângulo 30°–60°–90° é o único triângulo retângulo cujos ângulos estão em uma progressão aritmética. A prova deste fato é simples e segue do fato que se α, α + δ e α + 2δ são os ângulos em progressão então a soma dos ângulos 3α + 3δ = 180°. Após dividir por 3, o ângulo α + δ deve ser 60°. O ângulo reto é 90°, sendo então o ângulo restante 30°.

## Baseado em lado
Triângulos retângulos cujos lados tem comprimentos inteiros, com os lados conhecidos coletivamente por triplas pitagóricas, possuem ângulos que não podem ser todos números racionais de graus. (Isto segue do teorema de Niven.) São mais úteis porque podem ser facilmente lembrado e qualquer múltiplo dos lados produz as mesmas relações. Usando a fórmula de Euclides para gerar triplas pitagóricas, os lados devem estar na relação
m2 − n2 : 2mn : m2 + n2
onde m e n são quaisquer inteiros positivos tal que m > n.

### Triplas pitagóricas comuns
Existem diversas triplas pitagóricas bem conhecidas, incluindo aquelas com lados nas relações:
| 3: | 4  | :5  |
| 5: | 12 | :13 |
| 8: | 15 | :17 |
| 7: | 24 | :25 |
| 9: | 40 | :41 |
| -- | -- | --- |
Os triângulos 3 : 4 : 5 são os únicos triângulos retângulos com lados em progressão aritmética. Triângulos baseados sobre triplas pitagóricas são heronianos, significando que os mesmos tem áreas bem como lados inteiros.
O possível uso do triângulo 3 : 4 : 5 no Antigo Egito, com o suposto uso de uma corda com nós para marcar tal triângulo, e a questão de se o teorema de Pitágoras era conhecido naquele tempo, tem sido muito debatido. Isto foi conjecturado a primeira vez pelo historiador Moritz Cantor em 1882. É sabido que ângulos retos foram definidos precisamente no Antigo Egito; que os então agrimensores usavam cordas para medições; que Plutarco registrou em Moralia (c. 100 d.C.) que os egípcios admiravam o triângulo 3 : 4 : 5 e que o Papiro Berlim 6619 do Império Médio (antes de 1700 a.C.) estabeleceu que a área de um quadrado de 100 é igual àquela de dois quadrados menores. O lado de um é ½ + ¼ do lado do outro." O historiador da matemática Roger L. Cooke observa que "é difícil imaginar alguém se interessar em tais condições sem saber o teorema de Pitágoras." Contra isso, Cooke observa que nenhum texto egípcio anterior a 300 a.C. menciona o uso do teorema para encontrar o comprimento dos lados de um triângulo, e que existem maneiras mais simples de construir um ângulo reto. Cooke conclui que a conjectura de Cantor permanece incerta: ele supõe que os antigos egípcios provavelmente conheceram o teorema de Pitágoras, mas que "não há evidência de que o usaram para construir ângulos retos".
As seguintes são todas as relações de triplas pitagóricas com razões expressas em mais baixa forma (além das cinco menores listadas acima) com ambos os lados não-hipotenusa menores que 256:
| 11: | 60  | :61  |  |
| 12: | 35  | :37  |  |
| 13: | 84  | :85  |  |
| 15: | 112 | :113 |  |
| 16: | 63  | :65  |  |
| 17: | 144 | :145 |  |
| 19: | 180 | :181 |  |
| 20: | 21  | :29  |  |
| 20: | 99  | :101 |  |
| 21: | 220 | :221 |  |
| --- | --- | ---- |  |
| 24: | 143 | :145 |  |
| 28: | 45  | :53  |  |
| 28: | 195 | :197 |  |
| 32: | 255 | :257 |  |
| 33: | 56  | :65  |  |
| 36: | 77  | :85  |  |
| 39: | 80  | :89  |  |
| 44: | 117 | :125 |  |
| 48: | 55  | :73  |  |
| 51: | 140 | :149 |  |
| --- | --- | ---- |  |

| 52: | 165 | :173 |  |
| 57: | 176 | :185 |  |
| 60: | 91  | :109 |  |
| 60: | 221 | :229 |  |
| 65: | 72  | :97  |  |
| 84: | 187 | :205 |  |
| 85: | 132 | :157 |  |
| 88: | 105 | :137 |  |
| 95: | 168 | :193 |  |
| 96: | 247 | :265 |  |
| --- | --- | ---- |  |

| 104: | 153 | :185 |
| 105: | 208 | :233 |
| 115: | 252 | :277 |
| 119: | 120 | :169 |
| 120: | 209 | :241 |
| 133: | 156 | :205 |
| 140: | 171 | :221 |
| 160: | 231 | :281 |
| 161: | 240 | :289 |
| 204: | 253 | :325 |
| 207: | 224 | :305 |
| ---- | --- | ---- |

### Triplas pitagóricas quase isósceles
Triângulos retângulos isósceles não podem ter lados com valores inteiros, porque a relação da hipotenusa com qualquer dos outros lados é √2, mas √2 não pode ser expressa como uma relação de dois inteiros. Contudo, existem infinitos triângulos retângulos quase isósceles. Existem triângulos retângulos com lados inteiros para os quais os comprimentos dos lados não-hipotenusa diferem por um. Tais triângulos retângulos quase isósceles podem ser obtidos recursivamente,
a0 = 1, b0 = 2
an = 2bn−1 + an−1
bn = 2an + bn−1
an é o comprimento da hipotenusa, n = 1, 2, 3, .... Equivalentemente,
{\displaystyle ({\tfrac {x-1}{2}})^{2}+({\tfrac {x+1}{2}})^{2}=y^{2}}
onde {x, y} são as soluções da equação de Pell x2 − 2y2 = −1, com a hipotenusa y sendo os termos ímpares dos números de Pell 1, 2, 5, 12, 29, 70, 169, 408, 985, 2378... (sequência A000129 na OEIS).. As menores triplas pitagóricas resultantes são:
| 3 :         | 4         | : 5         |
| 20 :        | 21        | : 29        |
| 119 :       | 120       | : 169       |
| 696 :       | 697       | : 985       |
| 4.059 :     | 4.060     | : 5.741     |
| 23.660 :    | 23.661    | : 33.461    |
| 137.903 :   | 137.904   | : 195.025   |
| 803.760 :   | 803.761   | : 1.136.689 |
| 4.684.659 : | 4.684.660 | : 6.625.109 |
| ----------- | --------- | ----------- |
Alternativamente, os mesmos triângulos podem ser obtidos dos números quadrados triangulares.

### Progressões aritmética e geométrica

Um triângulo de Kepler é um triângulo retângulo formado por três quadrados com áreas em progressão geométrica de acordo com a proporção áurea.

O triângulo de Kepler é um triângulo retângulo cujos lados estão em progressão geométrica. Se os lados são formados da progressão geométrica a, ar, ar2 então sua relação comum r = √φ onde φ é a proporção áurea. Seus lados estão portanto na razão 1 : √φ : φ. Assim, a forma do triângulo de Kepler é unicamente determinada (até um fator de escala) pela condição que os seus lados estejam em progressão geométrica.
O triângulo 3–4–5 é o único triângulo retângulo (até um fator de escala) cujos lados estão em uma progressão aritmética.

### Lados de um polígono regular

Os lados de um pentágono, hexágono e decágono, inscritos em círculos congruentes, formam um triângulo retângulo

Seja {\displaystyle a=2\sin({\frac {\pi }{10}})={\frac {-1+{\sqrt {5}}}{2}}={\frac {1}{\phi }}} o comprimento do lado de um decágono regular inscrito no círculo unitário, onde φ é a proporção áurea. Seja {\displaystyle b=2\sin({\frac {\pi }{6}})=1} o comprimento do lado de um hexágono regular no círculo unitário, e {\displaystyle c=2\sin({\frac {\pi }{5}})={\sqrt {\frac {5-{\sqrt {5}}}{2}}}} o comprimento do lado de um pentágono regular no círculo unitário. Então a2 + b2 = c2, e assim estes três comprimentos formam os lados de um triângulo retângulo. O mesmo triângulo forma a metade de um retângulo de ouro. O mesmo pode ser também encontrado dentro de um icosaedro regular com lado de comprimento c: o segmento de reta mais curto de qualquer vérticeV ao plano de seus cinco vizinhos tem comprimento a, e os pontos extremos deste segmento de linha juntamente com quaisquer vizinhos de V formam os vértices de um triângulo retângulo com lados a, b e c.